# Дюплекс (станция метро)
«Дюпле́кс» (фр. Dupleix) — станция 6 линии парижского метрополитена, расположенная в XV округе.

## История
Станция была открыта 24 апреля 1906 года при продлении линии до площади Италии. Названа в честь Жозеф Франсуа Дюплекса (1697—1763), французского колонизатора, исследователя и путешественника.
Пассажиропоток по станции по входу в 2011 году, по данным RATP, составил 3 952 435 человек. В 2013 году этот показатель вырос до 3 983 127 пассажиров (123 место по уровню входного пассажиропотока в Парижском метро).

## Конструкция и оформление
Станция построена по проекту надземной крытой станции, аналогичному большинству надземных станций на линии 6 (кроме Пасси, Сен-Жака и Бель-Эр, расположенных непосредственно на поверхности земли). Оформление навеса сходно с тем, что использовался на надземных станциях линии 2, однако проект, использовавшийся на линии 6, отличается наличием общей крыши, накрывающей весь станционный комплекс.

## Достопримечательности
- Здание Журналь Оффисьель

## Пересадка на наземный транспорт
- Автобус: 42